# Vinko Antić
Vinko Antić (Selce, 21. studenog 1905. – 1993.) hrvatski povjesničar, profesor i publicist

## Životopis
Vinko Antić rođen je u Selcu 1905. godine, gdje je završio osnovnu školu. Višu pučku školu završio je u Crikvenici, a gimnaziju i studij u Beogradu. Službovao je diljem tadašnje Jugoslavije: Podgorici, Tetovu, Krku, Kraljevici, Crikvenici, Čakovcu i Senju. Sudjelovao je u NOB-od 1943. do oslobođenja. Bio je i direktor Građevinskog tehnikuma, glavni i odgovorni urednik Riječkog lista te direktor Naučne biblioteke u Rijeci.
U zrelim godinama njegova glavna životna preokupacija bila su povijesna istraživanja, napose hrvatske povijesti našeg kraja, između ostalog i njegovog rodnog Selca. Među ostalim značajan je njegov rad "Vinodolska Selca u borbi", a na temu iz NOB-napisao je i više manjih radova, objavljenih u Jadranskom zborniku, Vinodolskom zborniku, grupnim edicijama, časopisima i objavljenih u radovima brojnih znanstvenih skupova.  Pomno je istraživao povijest ovog kraja te je o tome napisao stotinjak manjih i većih znanstvenih radova, napose izvještaja koji se čuvaju u Naučnoj biblioteci, Muzeju u Rijeci a nešto od njih sačuvano je i u memorijalnoj arhivi u Selačkoj knjižnici i čitaonici. U spomenutoj publikaciji prikazan je bibliografski prikaz Vinka Antića, i to po godinama, pa se vidi dinamika njegovog rada. Navedeno je 659 jedinica, a kasnije se pokazalo da nekoliko desetaka bibliografskih jedinica nije bilo poznato, te se može ukupan fond zaokružiti na oko sedam stotina. Njegovim zalaganjem Otokar Keršovani objavljuje 1956., 1957. i 1958. godine Sabrana djela Janka Polića Kamova.
U najranijoj mladosti okušao se i u književnom radu, svojim proznim i pjesničkim radovima. Prvi zapaženiji pjesnički rad bio je Požar na Krku, koji je objavljen u «Krijesu», list za mušku i žensku omladinu, 15. veljače 1922. Zagreb. Kasnijih godina više se posvetio proznim sastavima, te se njegovi znanstveni radovi, napose iz povijesti i njegovi književni prozni radovi na povijesne teme jedva razlikuju po stilu, jer je pisao u književnom stilu, brižljivo nastojeći da povijesne činjenice očuva u njihovoj originalnosti.

## Nepotpun popis djela
- "Milutin Cihlar Nehajev", Pododbor Matice hrvatske, Rijeka, 1962.
- "Književna ostavština Viktora Cara Emina", Rijeka, 1970.
- "Vinodolska Selca u borbi: u narodnom otporu protiv tuđina (1848-1918), u revolucionarnom radničkom pokretu (1918-1945), u narodnooslobodilačkom ratu (1941-1945)", Udruženje boraca narodnooslobodilačkog rata Selca, Selca, 1975.
- "Pazinska odluka o sjedinjenju Istre s domovinom",  Centar za historiju radničkog pokreta i NOR Istre, Rijeka, 1978.
- "Povijest Rijeke", (sa suautorima), Skupština općine Rijeka, Rijeka, 1988., ISBN 86-7071-045-5